# Premio Nacional a la Mejor Labor Editorial Cultural
El Premio Nacional a la Mejor Labor Editorial Cultural es un galardón que otorga anualmente el Ministerio de Cultura de España desde 1994. Su objetivo es reconocer la trayectoria de una editorial que haya destacado y contribuido a la vida cultural española.
El premio además de su carácter honorífico cuenta con una dotación económica. No obstante, su principal valor radica en el prestigio y la visibilidad que confiere a la editorial galardonada.

## Historia y características
El premio se convocó por primera vez en 1994, resultando ganadoras las editoriales Tusquets Editores y Editorial Anagrama, en un reconocimiento a su apuesta por la narrativa contemporánea en español.
El galardón busca distinguir el conjunto de la labor de una persona física o jurídica que destaque por la calidad y coherencia de su catálogo, su impacto cultural y su contribución al enriquecimiento del patrimonio bibliográfico español. Este premio, a lo largo de su historia, ha premiado tanto a grandes grupos editoriales como a sellos independientes.

### Jurado
El jurado está presidido por la persona titular de la Dirección General del Libro, del Cómic y de la Lectura. Como vocales, cuenta con la participación de expertos del sector editorial, académicos, representantes de librerías, periodistas culturales y el galardonado de la edición anterior.
El premio evalúa diversos aspectos clave: la calidad, coherencia e innovación del catálogo editorial; su impacto cultural y difusión pública; la recuperación y preservación del patrimonio literario; el apoyo a géneros, temáticas o autores con menor presencia comercial; la excelencia en edición, traducción y diseño; y la proyección internacional tanto de autores como de títulos.

## Relevancia
Este galardón se ha consolidado como un referente en el panorama editorial español, tanto por el reconocimiento que otorga a proyectos que han marcado tendencia en géneros como el ensayo, la narrativa, la poesía, el teatro, el cómic y la traducción, como por su capacidad para reforzar la visibilidad de sellos independientes y de largo recorrido, a menudo alejados de los grandes circuitos comerciales. Además, actúa como un incentivo que fomenta la innovación, la calidad y la diversidad en las propuestas editoriales del país, contribuyendo activamente al fortalecimiento del ecosistema cultural y literario.

## Galardonados
Desde su creación, las editoriales premiadas han sido las siguientes:
| Año  | Editorial(es) galardonada(s)                |
| ---- | ------------------------------------------- |
| 1994 | Tusquets Editores; Editorial Anagrama       |
| 1995 | Alianza Editorial                           |
| 1996 | Editorial Gredos                            |
| 1997 | Ediciones Cátedra; Pre-Textos               |
| 1998 | Editorial Castalia; Visor Libros            |
| 1999 | Editorial Trotta                            |
| 2000 | Biblioteca Nueva                            |
| 2001 | Ediciones Valdemar                          |
| 2002 | Jaume Vallcorba (Quaderns Crema)            |
| 2003 | Ediciones Siruela; Editorial Renacimiento   |
| 2004 | Ediciones Hiperión                          |
| 2005 | Ediciones Sígueme                           |
| 2006 | Galaxia Gutenberg/Círculo de Lectores       |
| 2007 | Editorial Crítica                           |
| 2008 | Contexto de Editores                        |
| 2009 | Gadir Editorial; Marcial Pons               |
| 2010 | Alba Editorial; Ediciones Akal              |
| 2011 | Libros del Zorro Rojo; Ediciones Salamandra |
| 2012 | Kalandraka                                  |
| 2013 | Ediciones Turner                            |
| 2014 | Ediciones Trea                              |
| 2015 | Antonio Machado Libros                      |
| 2016 | Editorial Kairós                            |
| 2017 | Austral                                     |
| 2018 | Editorial Media Vaca                        |
| 2019 | Páginas de Espuma                           |
| 2020 | Árdora Ediciones                            |
| 2021 | Alfaguara                                   |
| 2022 | Norma Editorial                             |
| 2023 | Editorial Juventud                          |
| 2024 | Acantilado                                  |
| 2025 | La uña rota                                 |